# 지골로 인 뉴욕
《지골로 인 뉴욕》(영어: Fading Gigolo)은 2013년 공개된 미국의 코미디 영화이다.

## 줄거리
어느 날 머리에게 피부과 의사 파커가 자신과 동성 친구가 삼자 관계를 맺으려고 하는데 낄 의향이 있는 남자를 소개시켜줄 수 있냐고 묻는다. 마침 중고 서적 사업이 망해가고 있는 머리는 이를 기회로 여기고 전 직원인 피오라반테에게 매달린다. 그렇게 머리가 포주 역할을 하는 지골로 사업이 번창하는 가운데 피오라반테는 하시딤 랍비 남편과 2년 전에 사별한 매력적인 아비갈을 알게 되는데... 

## 출연
- 존 터투로 - 피오라반테 역
- 우디 앨런 - 머리 슈워츠 역
- 샤론 스톤 - 파커 의사 역
- 소피아 베르가라 - 셀리마 역
- 바네사 파라디 - 아비갈 역
- 리에브 슈라이버 - 도비 역
- 유지니아 쿠즈미나 - 올가 역
- 토냐 핑킨스 - 오셀라 역
- 맥스 카셀라 - 계산대를 보는 남자 역
- 아이다 터투로 - 운전사의 아내 역
- 밥 밸러밴 - 솔 역
- 마이클 배덜루코 - 건장한 운전사 역
- 데이비드 마귤리스 - 유대인 학교장 역
- 로안 샤바놀
- 질 스콧
- 오브리 조지프

## 기타 제작진
- 배역: 토드 세일러
- 미술: 레스터 코언
- 세트: 실라 복
- 의상: 도나 저카우스카
- 분장: 니키 리더만
- 헤어: 콜린 캘러핸
- 제작 관리: 스콧 퍼거슨
- 조감독: 마이클 하우스먼
- 음향 감독: 스킵 리브세이
- 시각 효과: 에란 디누르